# Flörsbachtal

Gemeindegebiet mit Ortsteilen

Flörsbachtal ist eine Gemeinde im Südosten des hessischen Main-Kinzig-Kreises, die im Rahmen der hessischen Gebietsreform durch den Zusammenschluss der bis dahin selbstständigen Gemeinden Flörsbach, Kempfenbrunn und Mosborn am 1. April 1972 unter diesem neu geschaffenen Namen entstand.

## Geografie

### Geografische Lage
Die Gemeinde liegt im Spessart unmittelbar an der hessischen Landesgrenze zu Bayern.
Auf dem Gemeindegebiet liegen unter anderem das Wiesbüttmoor, der Wiesbüttsee, der Wellersberg und das Bergfeld. Die Flörsbacher Höhe befindet sich nordöstlich der Bundesstraße B 276 von Flörsbachtal Richtung Biebergemünd, sie ermöglicht einen Ausblick auf den Main-Spessart. Der topographisch höchste Punkt des Gemeindegebiets befindet sich mit 567 m ü. NN auf dem Gipfel der Hermannskoppe.

### Nachbargemeinden
Flörsbachtal grenzt im Norden an die Gemeinden Biebergemünd und Jossgrund, im Osten an das gemeindefreie Gebiet Forst Aura und die Gemeinde Fellen (beide Landkreis Main-Spessart), im Süden an die gemeindefreien Gebiete Haurain und Frammersbacher Forst und den Markt Frammersbach sowie im Westen an das gemeindefreie Gebiet Wiesener Forst (Landkreis Aschaffenburg).
| Gemeinde Biebergemünd                             | Gemeinde Jossgrund                                                  | Forst Aura (gemeindefreies Gebiet) |
| Wiesen und Wiesener Forst (gemeindefreies Gebiet) | Kompassrose, die auf Nachbargemeinden zeigt                         | Gemeinde Fellen                    |
|                                                   | Markt Frammersbach und Frammersbacher Forst (gemeindefreies Gebiet) | Haurain (gemeindefreies Gebiet)    |

### Ortsteile
- Flörsbach
- Kempfenbrunn
- Lohrhaupten
- Mosborn

## Geschichte
Im Zuge der Gebietsreform in Hessen wurde die Gemeinde Flörsbachtal am 1. April 1972 durch den Zusammenschluss der bis dahin eigenständigen Gemeinden Flörsbach, Kempfenbrunn und Mosborn gebildet. Zwei Jahre nach der Entstehung kam am 1. Juli 1974 noch kraft Landesgesetz die Gemeinde Lohrhaupten hinzu. Auch danach blieb Flörsbachtal jedoch die kleinste Kommune im Main-Kinzig-Kreis.

## Politik

### Gemeindevertretung
Die Kommunalwahl am 14. März 2021 lieferte folgendes vorläufiges Ergebnis, in Vergleich gesetzt zu früheren Kommunalwahlen:
| Sitzverteilung in der Gemeindevertretung 2021Insgesamt 13 Sitze - SPD: 6 - SBF: 4 - BLF: 3 | Parteien und Wählergemeinschaften | Parteien und Wählergemeinschaften           | % 2021 | Sitze 2021 | % 2016 | Sitze 2016 | % 2011 | Sitze 2011 | % 2006 | Sitze 2006 | % 2001 | Sitze 2001 |
| Sitzverteilung in der Gemeindevertretung 2021Insgesamt 13 Sitze - SPD: 6 - SBF: 4 - BLF: 3 | SPD                               | Sozialdemokratische Partei Deutschlands     | 41,9   | 6          | 45,1   | 7          | 31,7   | 5          | 24,3   | 4          | 43,4   | 7          |
| Sitzverteilung in der Gemeindevertretung 2021Insgesamt 13 Sitze - SPD: 6 - SBF: 4 - BLF: 3 | SBF                               | Soziale Bürgerfraktion                      | 33,7   | 4          | 35,6   | 5          | —      | —          | —      | —          | —      | —          |
| Sitzverteilung in der Gemeindevertretung 2021Insgesamt 13 Sitze - SPD: 6 - SBF: 4 - BLF: 3 | BLF                               | Bürgerliste Flörsbachtal                    | 24,4   | 3          | 19,2   | 3          | 31,4   | 4          | 41,4   | 6          | —      | —          |
| Sitzverteilung in der Gemeindevertretung 2021Insgesamt 13 Sitze - SPD: 6 - SBF: 4 - BLF: 3 | SBB                               | Sozialer Bürgerblock Kempfenbrunn/Mosborn   | —      | —          | —      | —          | 18,5   | 3          | 18,0   | 3          | 28,4   | 4          |
| Sitzverteilung in der Gemeindevertretung 2021Insgesamt 13 Sitze - SPD: 6 - SBF: 4 - BLF: 3 | FBB                               | Flörsbacher Bürgerblock                     | —      | —          | —      | —          | 18,4   | 3          | 16,3   | 2          | 18,0   | 3          |
| Sitzverteilung in der Gemeindevertretung 2021Insgesamt 13 Sitze - SPD: 6 - SBF: 4 - BLF: 3 | CDU                               | Christlich Demokratische Union Deutschlands | —      | —          | —      | —          | —      | —          | —      | —          | 10,1   | 1          |
| Sitzverteilung in der Gemeindevertretung 2021Insgesamt 13 Sitze - SPD: 6 - SBF: 4 - BLF: 3 | gesamt                            | gesamt                                      | 100,0  | 15         | 100,0  | 15         | 100,0  | 15         | 100,0  | 15         | 100,0  | 15         |
| Sitzverteilung in der Gemeindevertretung 2021Insgesamt 13 Sitze - SPD: 6 - SBF: 4 - BLF: 3 | Wahlbeteiligung in %              | Wahlbeteiligung in %                        | 60,6   | 60,6       | 60,7   | 60,7       | 58,8   | 58,8       | 63,6   | 63,6       | 66,3   | 66,3       |

### Bürgermeister
Nach der hessischen Kommunalverfassung wird der Bürgermeister für eine sechsjährige Amtszeit gewählt, seit dem Jahr 1993 in einer Direktwahl, und ist Vorsitzender des Gemeindevorstands, dem in der Gemeinde Flörsbachtal neben dem Bürgermeister ehrenamtlich ein Erster Beigeordneter und vier weitere Beigeordnete angehören. Bürgermeisterin ist seit dem 15. März 2024 Sibylle Hergert (SPD). Sie setzte sich am 22. Oktober 2023 in einer Stichwahl gegen den Amtsinhaber Frank Soer, der sich um eine dritte Amtszeit beworben hatte, bei 69,76 Prozent Wahlbeteiligung mit 52,50 Prozent der Stimmen durch.
Amtszeiten der Bürgermeister
- 2024–2030 Sibylle Hergert (SPD)[11]
- 2012–2024 Frank Soer[12]
- 2006–2012 Richard Freund
- 1990–2006 Horst Sakschewski
- 1974–1990 Rainer Krätschmer (SPD)[15]

## Kulturdenkmäler
Siehe: Liste der Kulturdenkmäler in Flörsbachtal

## Wirtschaft und Infrastruktur

### Verkehr
Durch die Gemeindeteile Flörsbach und Kempfenbrunn verläuft in Nord-Süd-Richtung die Bundesstraße 276. Diese führt in südlicher Richtung nach Lohr am Main und in nördlicher über Biebergemünd zur A 66.
Flörsbachtal gehört zum Rhein-Main-Verkehrsverbund und ist über die Buslinie MKK-64 an den Bahnhof Gelnhausen angebunden. Seit dem Fahrplanwechsel im Dezember 2024 besteht mit der Buslinie MKK-86 eine direkte Verbindung nach Bad Soden-Salmünster und Bad Orb in die eine und nach Frammersbach und Partenstein in die andere Richtung.

### Bildung
- Wilhelm-Hauff-Schule Flörsbachtal, Grundschule

## Söhne und Töchter der Gemeinde
- Pitt Moog (1932–2017), Maler (geboren in Kempfenbrunn)
- Simon Krätschmer (* 1979), TV-Moderator (geboren in Lohrhaupten)
- Kevin Amend (* 1993), E-Sportler (geboren in Flörsbach)